# テレビ朝日月曜8時枠の連続ドラマ
テレビ朝日月曜8時枠の連続ドラマ（テレビあさひげつようはちじわくのれんぞくドラマ）は、過去9期にわたってテレビ朝日系列局が月曜20時台（日本標準時）に編成していたテレビドラマ枠である。

## 歴史
テレビ朝日が日本教育テレビとして開局してから1か月後にスタートした『心に詩あり』が初出。その後は海外作品や第3期の用心棒シリーズなどが続いた。
第3期『天を斬る』の放送期間中と第6期全作品の放送期間中には、月曜21:00枠と月曜22:00枠の『ポーラ名作劇場 → 月曜劇場』と同じ日に3時間続けてドラマが放送されていた。さらに第6期の1979年11月から1981年3月には、月曜19:00枠にも30分学園ドラマ『花よめは16歳』→『生徒諸君!』が放送されていた。
その後は2時間ドラマやバラエティ番組などの放送のため、ドラマの放送は長らく中断していた。1990年代には海外ドラマ『ナイトライダー』や朝日放送製作ドラマ、テレビ朝日製作の『月曜ドラマ・イン』を放送するも人気は出ず、2003年まで放送した海外作品をもってドラマは終結した。そして本枠が廃枠となった事で、テレビ朝日20時台のドラマ枠は木曜20:00枠の『木曜ミステリー』（時代劇『信長のシェフ』の時もあり）だけになる。
それ以降もドラマ枠はなく、2023年現在の時間帯は『10万円でできるかな』というバラエティ番組枠が放送されている。

## 作品リスト
▲マークは海外作品。「テレビ番組年表MAP」調査で追加

### 第1期
- 心に詩あり（1959年4月 - 6月）
- 青春オリンピック（1959年7月6日 - 12月28日）
- 奔流（1960年1月18日 - 9月26日）
- タイトロープ（第1シリーズ）（1960年10月 - 1961年8月）▲ - この作品まで20:00 - 20:30に放送。
- アウトロー（1961年8月 - 1962年3月）▲ - この作品から20:00 - 20:56に放送。
- ニュー・ブリード（1962年4月 - 12月）▲
- アンタッチャブル（1963年1月 - 1964年6月）▲
- ローハイド（1964年7月6日 - 12月7日）▲ - 土曜22:00枠から移動。
- 原子力潜水艦シービュー号（1964年12月14日 - 1965年7月19日）▲
- 南海の冒険（1965年7月26日 - 10月18日）▲
- シャドウマン（1965年11月8日 - 1966年1月24日）
- アイ・スパイ（1966年2月7日 - 7月）▲
- オットいたゞき（1966年8月8日 - 9月26日）

### 第2期
- かわいい魔女ジニー（1966年10月3日 - 1967年3月20日）▲ - 火曜21:00枠から移動。この作品のみ20:30 - 21:00に放送。毎日放送製作。

### 第3期
- 俺は用心棒（第1シリーズ）（1967年4月3日 - 9月25日）
- みんな世のため（1967年10月2日 - 12月25日） - この作品の終了後、NETテレビ版の『月曜ロードショー』放送のために1か月中断。
- 待っていた用心棒（1968年1月29日 - 7月22日）
- 帰って来た用心棒（1968年7月29日 - 1969年3月31日）
- 俺は用心棒（第2シリーズ）（1969年4月7日 - 9月29日）
- 天を斬る（1969年10月6日 - 1970年3月30日）

### 第4期
- 泣きべそ・ほほえみ・六本木（1972年10月2日 - 12月25日）
- 家族戦争（1973年1月8日 - 3月26日）

### 第5期
- 金のなる樹は誰のもの（1976年4月12日 - 6月28日）
- バケタン家族（1976年7月12日 - 9月27日）

### 第6期
- 鉄道公安官（1979年4月9日 - 1980年3月17日）
- 爆走!ドーベルマン刑事（1980年4月7日 - 10月27日）
- 走れ!熱血刑事（1980年11月10日 - 1981年6月15日）

### 第7期
- ナイトライダー（1987年4月13日 - 9月14日）▲ - 水曜20:00枠へ移動。

### 第9期
- ダークエンジェル→ダークエンジェルII（2002年7月8日 - 12月2日）▲
- F.B.EYE!! 相棒犬リーと女性捜査官スーの感動!事件簿（2003年1月6日 - 2月10日）▲

## 参考資料
- キー局番組変遷編成ひょ〜[出典無効]

| NET系列 月曜20:00枠 | NET系列 月曜20:00枠                                               | NET系列 月曜20:00枠 |
| 前番組 | 番組名                                                            | 次番組 |
| --- | ----------------------------------------------------------------- | --- |
| 【開局前につきなし】 | テレビ朝日月曜8時枠の連続ドラマ （1959年4月 - 1966年9月26日）     | ダグタリ ※19:30 - 20:26NETニュース ※20:26 - 20:30 【月曜20:56枠から移動】                                                                                            |
| NET系列 月曜20:30枠 |                                                                   | |
| ザ・リクエストショー | テレビ朝日月曜8時枠の連続ドラマ （1961年8月 - 1970年3月30日）     | NETワールドプロレスリング （1970年4月6日 - 1972年9月25日） ※20:00 - 20:56 【水曜21:00枠から移動】                                                                    |
| NET系列 月曜20:00枠 |                                                                   | |
| 演芸スターショー （1967年1月16日 - 3月27日） ※19:30 - 20:26NETニュース ※20:56 - 21:00 【月曜20:26枠へ移動】                  | テレビ朝日月曜8時枠の連続ドラマ （1967年4月3日 - 1970年3月30日）  | NETワールドプロレスリング （1970年4月6日 - 1972年9月25日） ※20:00 - 20:56 【水曜21:00枠から移動】                                                                    |
| NETワールドプロレスリング （1970年4月6日 - 1972年9月25日） ※20:00 - 20:56 【金曜20:00枠のNET日本プロレスリング中継へ一本化】 | テレビ朝日月曜8時枠の連続ドラマ （1972年10月2日 - 1973年3月26日） | スター・オン・ステージ あなたならOK! （1973年4月2日 - 9月24日） |
| ドカンと一発60分! （1975年10月6日 - 1976年3月29日）                                                                          | テレビ朝日月曜8時枠の連続ドラマ （1976年4月12日 - 9月27日）       | みごろ!たべごろ!笑いごろ! （1976年10月11日 - 1978年3月27日） |
| テレビ朝日系列 月曜20:00枠                                                                                                   |                                                                   | |
| みごろ!ゴロゴロ!大放送! （1978年4月 - 1979年3月）                                                                            | テレビ朝日月曜8時枠の連続ドラマ （1979年4月9日 - 1981年6月15日）  | ドラマ・人間 （1981年7月13日 - 9月21日） |
| ワールドプロレスリング（新日本プロレス版） （1986年10月20日 - 1987年4月6日） 【火曜20:00枠へ移動・改題】                     | テレビ朝日月曜8時枠の連続ドラマ （1987年4月13日 - 9月14日）       | ワールドプロレスリング（新日本プロレス版） （1987年10月5日 - 1988年3月21日） 【火曜20:00枠から移動】                                                                 |
| クイズバトルロイヤル待ったあり! （1991年4月15日 - 9月16日）                                                                  | テレビ朝日月曜8時枠の連続ドラマ （1991年10月7日 - 2000年3月13日） | スポコン! （2000年4月17日 - 9月11日） ※19:54 - 20:48街角 ※20:48 - 20:50 【月曜20:54枠から移動】都のかほり （2000年4月 - 9月） ※20:50 - 20:54 【月曜20:56枠から移動】 |
| タイムショック21 （2000年10月16日 - 2002年6月17日）                                                                          | テレビ朝日月曜8時枠の連続ドラマ （2002年7月8日 - 2003年2月10日）  | 奇跡の扉 TVのチカラ （2003年4月14日 - 2006年9月18日） 【土曜20:00枠から移動・改題】                                                                                  |